# Richardsiopsis
Richardsiopsis là một chi rêu trong họ Amblystegiaceae.